# إنتاجية القوى العاملة

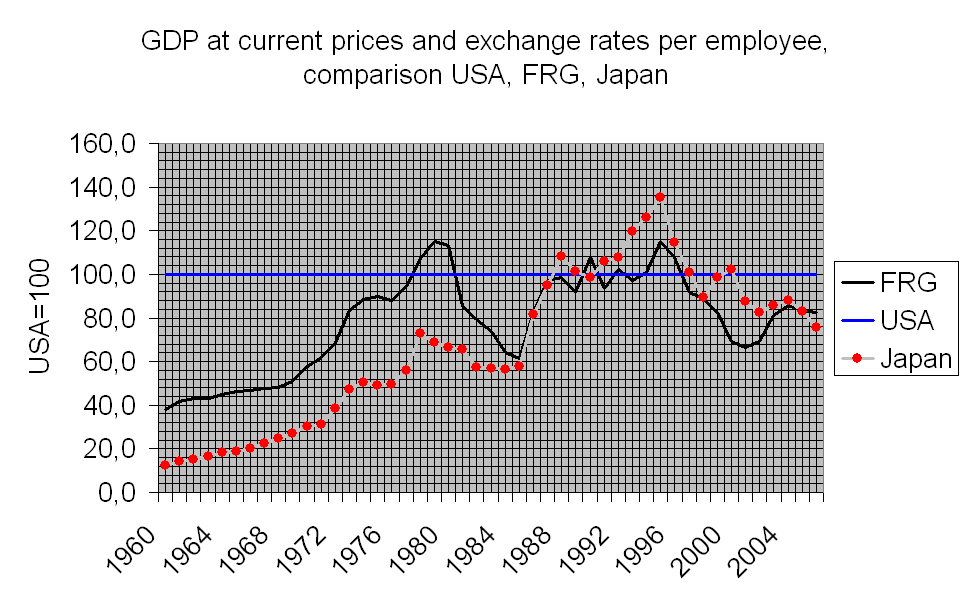
إنتاجية العمالة في الولايات المتحدة واليابان وألمانيا

إنتاجية القوى العاملة هي كمية السلع والخدمات التي تنتجها مجموعة من العمال في فترة زمنية معينة. وهو أحد أنواع الإنتاجية العديدة التي يقيسها الاقتصاديون. إنتاجية القوى العاملة، التي يشار إليها غالبًا باسم إنتاجية العمالة، هي مقياس لمنظمة أو شركة أو عملية أو صناعة أو بلد.
يجب تمييز إنتاجية القوى العاملة من إنتاجية الموظف وهو مقياس يتم استخدامه على المستوى الفردي بناءً على افتراض أن الإنتاجية الإجمالية يمكن تقسيمها إلى وحدات أصغر بشكل متزايد حتى نصل -في النهاية- إلى الموظف الفردي، من أجل استخدامها على سبيل المثال من أجل تخصيص منفعة أو عقوبة بناءً على الأداء الفردي (انظر أيضًا: منحنى الحيوية).
في عام 2002، عرفته منظمة التعاون الاقتصادي والتنمية بأنه «نسبة قياس حجم الإنتاج إلى مقياس حجم المدخلات». عادة ما تكون مقاييس حجم الإنتاج هي إجمالي الناتج المحلي (GDP) أو إجمالي القيمة المضافة (GVA)، معبرًا عنها بالأسعار الثابتة (أي بضبط التضخم). مقاييس المدخلات الثلاثة الأكثر شيوعًا هي:
1. ساعات العمل، عادةً من قاعدة بيانات الحسابات القومية السنوية لمنظمة التعاون الاقتصادي والتنمية [2]
2. وظائف القوى العاملة
3. عدد الأشخاص العاملين.

## قياس
يمكن قياس إنتاجية القوى العاملة بطريقتين، من الناحية المادية أو من الناحية المالية.
- كثافة جهد العمل، ونوعية جهد العمل بشكل عام.
- النشاط الإبداعي الذي ينطوي عليه إنتاج الابتكارات التقنية.
- مكاسب الكفاءة النسبية الناتجة عن أنظمة الإدارة أو التنظيم أو التنسيق أو الهندسة المختلفة.
- التأثيرات الإنتاجية لبعض أشكال العمل على أشكال العمل الأخرى.

تشير جوانب الإنتاجية هذه إلى الأبعاد النوعية لمدخلات العمالة. فإذا كانت المنظمة تستخدم العمالة بشكل أكثر كثافة، فبذلك يمكن الافتراض أن ذلك سيعود بزيادة في إنتاجية العمالة، كون الناتج لكل جهد-عامل قد يكون هو نفسه. تصبح هذه الرؤية مهمة بشكل خاص عندما يتكون جزء كبير مما يتم إنتاجه في الاقتصاد من الخدمات (قطاع الخدمات). قد تكون الإدارة مشغولة جدًا بإنتاجية الموظفين، ولكن من الصعب جدًا إثبات المكاسب الإنتاجية للإدارة نفسها. بينما يُنظر إلى نمو إنتاجية العمالة على أنه مقياس مهم لأداء الاقتصاد الأمريكي، فقد بحثت الأبحاث الحديثة سبب ارتفاع إنتاجية العمالة في الولايات المتحدة أثناء الانكماش الأخير في 2008-2009، عندما انخفض الناتج المحلي الإجمالي للولايات المتحدة.
يمكن تقييد فاعلية المقارنات الدولية لإنتاجية العمل بعدد من قضايا القياس. يمكن أن تتأثر قابلية مقارنة مقاييس المخرجات سلبًا باستخدام تقييمات مختلفة، والتي تشمل الضرائب، والهوامش، والتكاليف، أو مؤشرات الانكماش المختلفة، والتي تحول الإنتاج الحالي إلى ناتج ثابت. يمكن تحيز مدخلات العمالة بأساليب مختلفة تستخدم لتقدير متوسط الساعات  أو بمنهجيات مختلفة تستخدم لتقدير الأشخاص العاملين. بالإضافة إلى ذلك، من أجل المقارنات بين مستويات إنتاجية العمالة، يجب تحويل الناتج إلى نقد مشترك. أفضل عوامل التحويل هي معادلات القوة الشرائية، لكن دقتها يمكن أن تتأثر سلبًا بالتمثيل المحدود للسلع والخدمات مقارنة بطرق التجميع المختلفة. لتسهيل المقارنات الدولية لإنتاجية العمالة، فإنَّ عددًا من المنظمات، مثل منظمة التعاون الاقتصادي والتنمية، ومركز جرونينجن للنمو، وبرنامج مقارنات العمالة الدولية، ولجنة المؤتمر، قامت بإعداد بيانات الإنتاجية المعدلة خصيصًا لتعزيز إمكانيات المقارنة الدولية للبيانات.

## عوامل إنتاجية العمل وجودته

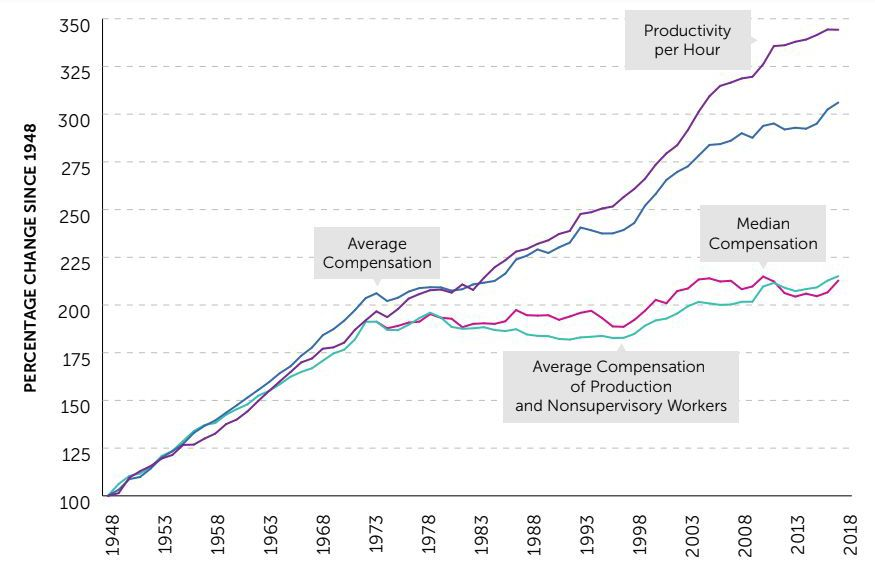
نمو الإنتاجية والتعويضات في الولايات المتحدة ، 1948 - 2016

في مسح لنمو التصنيع والأداء في بريطانيا وموريشيوس، وجِد أن:
"العوامل المؤثرة على إنتاجية العمالة أو أدوار أداء العمل الفردي هي إلى حد كبير من نفس النوع الذي يؤثر على أداء شركات التصنيع ككل. وتشمل:
(1) العوامل الفيزيائية-العضوية والموقع والعوامل التكنولوجية
(2) قيمة المعتقد الثقافي والعوامل السلوكية والتحفيزية والموقف الفردي
(3) التأثيرات الدولية- مثل مستويات الابتكار والكفاءة من جانب مالكي ومديري الشركات الأجنبية ذات الاستثمارات الداخلية
(4) البيئة الإدارية-التنظيمية، والاقتصادية المتوسعة، والسياسية-القانونية
(5) مستويات المرونة في أسواق العمالة الداخلية وتنظيم أنشطة العمل - مثل وجود أو غياب خطوط تحديد الحرف التقليدية والمعيقات بالبداية المهنية

(6) المكافآت الفردية وأنظمة الدفع، وفعالية مديري شؤون الموظفين وغيرهم في التوظيف والتدريب والتواصل مع الموظفين وتحفيزهم على الأداء على أساس الأجور والحوافز الأخرى. " 
كما وجد أيضًا أنه:
"قد لوحظ أنَّ ظهور الحواسيب (الكومبيوترات) عامل مهم في زيادة إنتاجية العمالة في أواخر التسعينيات، من قبل البعض، وكعامل ثانوي من قبل آخرين، مثل RJ Gordon. على الرغم من توفر الحواسيب للمعظم في القرن العشرين، فقد لاحظ بعض الباحثين الاقتصاديين تأخرًا في نمو الإنتاجية بسبب تأخر ظهور الحواسيب حتى أواخر التسعينيات. " 